# Músculo rectococcígeo
 Los músculos rectococcígeos son dos bandas de tejido muscular liso que surgen de la segunda y tercera vértebras coccígeas, y que pasan hacia abajo y hacia adelante para mezclarse con las fibras rectales longitudinales del músculo liso en la pared posterior del canal anal.

## Estructura
Los músculos rectococcígeos están compuestos de músculo liso y se extienden desde la superficie anterior de la 2ª y 3ª vértebras coxígeas hacia abajo por la pared posterior del recto como un músculo de forma triangular antes de ramificarse e insertarse entre los diversos músculos y estructuras fasciales asociadas con el diafragma pélvico y el canal anal y que se denominan colectivamente músculos anales longitudinales.

### Variación
Hay algunas diferencias en la arquitectura del músculo rectococcígeo entre hombres y mujeres. En los hombres el músculo se inserta con la fascia del levator ani a ambos lados del recto o a otros elementos fasciales del diafragma pélvico. En las mujeres, el músculo rectococcígeo además corre alrededor de los lados del recto para conectar con la fascia rectovaginal de la pared vaginal posterior. También hay evidencia que sugiere que los músculos rectococcígeos son 2 veces más gruesos en las mujeres

### Inervación
Los músculos rectococcígeos están inervados por nervios autónomos asociados con el plexo hipogástrico inferior. 

## Función
Los músculos rectococcígeos forman parte de la compleja disposición de los músculos que rodean el recto, a veces denominados complejo del esfínter anal, que actúan para estabilizar y apoyar el canal anal durante la defecación. El músculo rectococcígeo actúa para levantar el esfínter, acortando el recto y ayudando a la evacuación.

## Otros animales
En muchos animales con cola, como los caballos y los perros, los músculos rectococcígeos participan en la respuesta a la elevación de la cola durante la defecación. En los animales con cola el músculo se une a las vértebras en una posición más caudal que en los humanos debido a las vértebras adicionales de la cola, en los perros hay conexiones con la 5ª y 6ª vértebras caudales y en los caballos con la 4ª o 5ª. El músculo rectococcígeo del conejo es notable por ser uno de los músculos lisos de mamíferos que se contraen más rápido.

## Otras imágenes

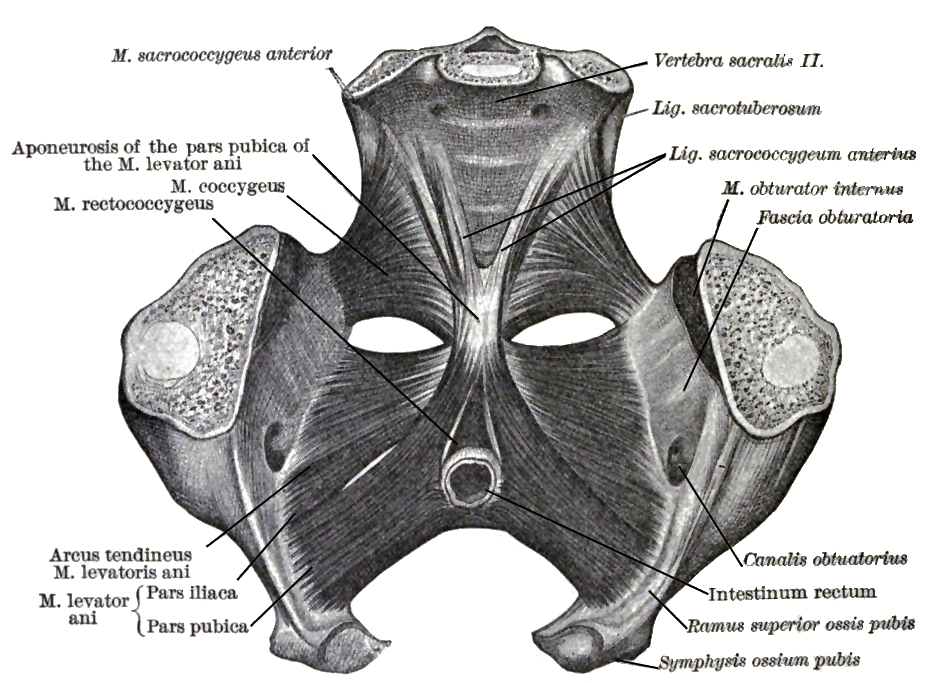
Región pélvica que muestra el músculo rectococcígeo.